# Бошко Вујачић
Бошко Н. Вујачић (Струг, 9. април 1949) је савремени српски народни гуслар из Црне Горе.

## Биографија
Гусле је почео да свира са свега девет година, као ученик трећег разреда основне школе, а наставио је током школовања у гимназији у Никшићу. Дипломирао је на Металуршко-технолошком факултету Универзитета у Зеници. Радио је као наставник гусала у Музичкој школи „Мокрањац” у Београд.
Певао је песме из збирки Вука Стефановића Караџића, затим "Горски вијенац" Петра II Петровића Његоша, али и песме Радована Бећировића Требјешког.
Такмичио се 1974. године на светском фестивалу традиционалне музичке уметности у граду Рену. Победник је свих великих гусларских такмичења која су одржавана у СФР Југославији, Србији, Црној Гори, Босни и Херцеговини...

## Награде и признања
Митрополит црногорско-приморски Амфилохије га је на 37. фестивалу српских гусала у Саборном храму Васкрсења Христовог у Подгорици, октобра 2013. године одликовао Златним ликом Петра Другог Петровића Његоша Ловћенског Тајновидца.
На свечаности у Председништву Републике Србије која је одржана 13. фебруара 2015. године, Културно-просветна заједница Србије му је доделила Вукову награду.